# Acestrocephalus pallidus
Acestrocephalus pallidus é uma espécie de peixe do gênero Acestrocephalus, endêmica ao Brasil.

## Taxonomia
A. pallidus é uma espécie de peixe caracídeo pertencente ao gênero Acestrocephalus. A categorização da espécie foi realizada por Naércio Menezes, em 2006, e o estudo original inclui a descrição de outras 4 espécies do gênero. A palavra "pallidus" é derivada do adjetivo em latim, que significa pálido e refere-se à cor deste peixe.

## Descrição, ecologia e distribuição geográfica
A espécie possui algumas características que a diferenciam de outras do seu gênero. Por exemplo, pode ser distinguida de A. boehlkei, A. maculosus e A. stigmatus pela ausência de uma marca negra umeral, marcantes nessas espécies. Difere de A. sardina e A. nigrifasciatus por ter um olho menor e menos dentes maxilares. Por fim, distingue-se de A. acutus por possuir apenas alguns cromatóforos espalhados pelo corpo, ao invés de uma grande marca negra na base da cauda.
É uma espécie frequente porém pouco abundante, que ocorre na bacia do rio Madeira, nos rios Madeira, Machado e Guaporé. Exemplares da espécie alcançam tamanho corporal de cerca de 6,6 centímetros. Parte da área ocupada pelo A. pallidus foi impactada pela construção das usinas hidrelétricas de Santo Antônio e Jirau, porém há diversos registros em áreas bem preservadas desse trecho. Não foram identificadas ameaças diretas que coloquem em risco a população da espécie, e por isso a UICN a classificou como de menor preocupação.